# Dreta de l'Eixample
A Dreta de l'Eixample é um dos seis bairros do distrito do Eixample de Barcelona. Este bairro foi onde iniciou a aplicação do plano Cerdà. Estende-se desde a Rua Balmes até ao passeio de Sant Joan e Rua de Nápoles.
Está composto por vários dos principais lugares de interesse de Barcelona como la Praça da Catalunha, o Passeio de Gracia, com a Pedrera, a Casa Batlló, etc.